# Curcuma kwangsiensis
Curcuma kwangsiensis là một loài thực vật có hoa trong họ Gừng. Loài này được S. G. Lee và Chou Feng Liang mô tả khoa học đầu tiên năm 1977. Tên gọi trong tiếng Trung là 广西莪术 (Quảng Tây nga thuật), nghĩa đen là nga truật Quảng Tây.

## Phân bố
Loài này có tại các tỉnh Quảng Đông, Quảng Tây, Tứ Xuyên, Vân Nam, ở miền nam Trung Quốc. Môi trường sống là các khu vực cây bụi và cỏ.

## Mô tả
Cây cao 0,3-0,5 m. Thân rễ không phân nhánh, với ruột màu trắng hoặc kem nhạt, hình trứng-hình cầu, 4-5 × 2,5-3,5 cm; rễ mang các củ. Lưỡi bẹ ~1,5 mm; cuống lá 2-11 cm; cụm lá rậm, phiến lá hình elip-mũi mác hẹp, 14-40 × 4,5-9,5 cm, có lông tơ, gốc thon nhỏ dần, đỉnh nhọn, màu xanh lục hoặc xanh lục với màu tía vĩnh cửu. Cụm hoa đầu cành trên thân giả hoặc trên các chồi riêng biệt sinh ra từ thân rễ; cuống 7-14 cm; cành hoa bông thóc ~15 × 7 cm; lá bắc sinh sản màu ánh xanh, hình trứng rộng, ~4 cm; lá bắc mào màu đỏ nhạt hay đỏ tía, thuôn dài, 3,5-4 × 2-2,5 cm. Đài hoa màu trắng, ~1 cm. Ống tràng hoa ~2 cm, có lông nhung ở họng; thùy đỏ, hình trứng, ~1 cm. Các nhị lép bên thuôn dài. Cánh môi màu ánh vàng, gần tròn; thùy trung tâm 2 khe ở đỉnh. Chỉ nhị rộng; bao phấn ~4 mm, đáy có cựa. Bầu nhụy có lông nhung. Ra hoa tháng 5-7. 2n = 84.
C. kwangsiensis là tương tự như C. nankunshanensis, nhưng khác ở chỗ cây thấp hơn (0,3-0,5 m), thân rễ chính không phân nhánh và nhỏ hơn, phiến lá hình mác hẹp rậm lông tơ cả hai mặt, lá bắc mào nhỏ hơn màu đỏ tía và lá bắc sinh sản màu ánh xanh lục so với cây cao hơn (0,8-1,2 m), thân rễ chính phân nhiều nhánh và to hơn, phiến lá hình mác rộng với mặt gần trục nhẵn nhụi và mặt xa trục có lông tơ, lá bắc mào to hơn màu trắng ngoại trừ phần tía về phía đỉnh và lá bắc sinh sản màu xanh lục ở C. nankunshanensis.